# 筒賀パーキングエリア
筒賀パーキングエリア（つつがパーキングエリア）は、広島県山県郡安芸太田町中筒賀の中国自動車道上にあるパーキングエリアである。
2008年（平成20年）3月16日よりバス停留所（筒賀バスストップ）が併設されている。

## 道路
- E2A 中国自動車道

## 施設

### 上り線（浜田・大阪方面）
- 駐車場
  - 大型9台
  - 小型10台
  - トレーラー2台
- トイレ
  - 男性　大2（和式0・洋式2）・小5
  - 女性　5（和式3・洋式2）
  - 車椅子用　1
- 自動販売機（災害対応型自動販売機）
- 石見交通（広益線）バス停（加計バスストップ、広島バスセンター、合同庁舎、女学院前、広島駅新幹線口方面）

### 下り線（山口・下関方面）
- 駐車場
  - 大型9台
  - 小型10台
  - トレーラー2台
- トイレ
  - 男性　大2（和式0・洋式2）・小5
  - 女性　5（和式3・洋式2）
  - 車椅子用　1
- 自動販売機（災害対応型自動販売機）
- 石見交通（広益線）バス停（六日市・日原・益田駅前・医光寺方面）

## 筒賀バスストップ
筒賀バスストップ（つつがバスストップ）は、広島県山県郡安芸太田町中筒賀の中国自動車道筒賀パーキングエリアに併設されているバス停留所である。2008年（平成20年）3月16日に供用開始。

### 停車する路線
| のりば | 愛称               | 運行会社 | 行先                                        | 備考 |
| ------ | ------------------ | -------- | ------------------------------------------- | ---- |
| 上り線 | 清流ライン高津川号 | 石見交通 | （広島高速4号線経由）広島BC・広島駅新幹線口 |      |
| 下り線 | 清流ライン高津川号 | 石見交通 | 六日市・日原道の駅・益田駅・石見交通本社前  |      |

## 隣
E2A 中国自動車道
(27)戸河内IC - 筒賀PA/BS - (28)吉和IC